# Adam Wolańczyk
Adam Wolańczyk est un acteur de théâtre et de cinéma polonais né le 9 mai 1936 à Cieszanów et mort le 3 juin 2022.

## Biographie
Adam Wolańczyk nait le 9 mai 1936 à Cieszanów en Pologne. En 1960, il est diplômé du département d'interprétation de l'École nationale de cinéma de Łódź,.
En 1965, il débute au cinéma en jouant dans Sobótki de Paweł Komorowski. En 1989, il reçoit la Croix d'argent du mérite,.
Il est connu pour avoir joué dans Pan Tadeusz d'Andrzej Wajda en 1999 ainsi qu'avoir joué dans la série télévisée Pierwsza miłość de 2004 jusqu'à 2022,,. Dans les dernières années de sa carrière professionnelle, il se produit sur la scène du théâtre dramatique de Wałbrzych.
Il meurt le 3 juin 2022 à l'age de 86 ans,,.

## Filmographie

### Films
- 1965 : Sobótki de Paweł Komorowski
- 1967 : Poczmistrz de Stanisław Lenartowicz
- 1972 : Uciec jak najbliżej de Janusz Zaorski
- 1976 : Długa noc poślubna de Jerzy Domaradzki : président de la coopérative
- 1982 : Na tropach Bartka de Janusz Łęski
- 1983 : Tajemnica starego ogrodu de Julian Dziedzina : sergent Kobus
- 1984 : Baryton de Janusz Zaorski
- 1990 : Piggate de Krzysztof Magowski
- 1993 : Tylko strach de Barbara Sass : Goździc, un syndicaliste de l'usine de porcelaine où Katarzyna fait un reportage
- 1993 : Jeannot le Verseau de Jan Jakub Kolski : homme regardant Stigma
- 1995 : Les Milles de Sébastien Grall : stagiaire
- 1999 : Pan Tadeusz d'Andrzej Wajda : Skołuba
- 2000 : Wyrok na Franciszka Kłosa d'Andrzej Wajda : Winter
- 2000 : Weiser de Wojciech Marczewski

### Séries télévisées
- 1980 : Kłusownik de Janusz Łęski
- 1982 : Przygrywka de Janusz Łęski : facteur
- 1990 : Świnka de Krzysztof Magowski
- 2004 : Fala zbrodni de Filip Zylber
- De 2004 jusqu'à 2022 : Pierwsza miłość : portier à la Maison des étudiants numéro 15 à Wrocław
- 2007 : Tajemnica twierdzy szyfrów d'Adek Drabiński